# Guenter Seidel
Guenter Seidel, född den 23 september 1960 i Fischen im Allgäu i Tyskland, är en amerikansk ryttare.
Han tog OS-brons i lagtävlingen i dressyr i samband med de olympiska ridsporttävlingarna 2004 i Aten.